# Agencia Federal de Aviación Civil
La Agencia Federal de Aviación Civil (AFAC) es un órgano administrativo desconcentrado de la Secretaría de Infraestructura, Comunicaciones y Transportes, con autonomía técnica, operativa y administrativa, con facultad para emitir resoluciones en el ámbito de su competencia.
La Agencia Federal de Aviación Civil, acorde a lo descrito en el decreto que la crea, publicado el 16 de octubre de 2019 y que reemplaza a la extinta Dirección General de Aeronáutica Civil (DGAC) a partir del 17 de octubre del mismo año, tiene por objeto establecer, administrar, coordinar, vigilar, operar y controlar la prestación de los servicios de transporte aéreo nacional e internacional, aeroportuarios, complementarios y comerciales, así como aquellas expresamente otorgadas por el Titular de la Secretaría de Comunicaciones y Transportes, de conformidad con las disposiciones jurídicas aplicables.

## Misión
Asegurar que el transporte aéreo participe en el proceso de crecimiento sostenido y sustentable, que contribuya al bienestar social, al desarrollo regional y a la generación de empleos, apoyando la conformación de una sociedad mejor integrada y comunicada.

## Objetivos
Tiene como objetivo garantizar la seguridad operacional; Promover la equidad entre las empresas del sector, garantizar una competencia justa en cada uno de los servicios del sector; Ampliar la cobertura de los servicios de transporte aéreo; Promover la participación de todo el país en el sector; Promover servicios aéreos a toda la población; Elevar la calidad de los servicios de transporte aéreo y su infraestructura hacia estándares mundiales, mejorando su eficiencia; Modernizar, ampliar y conservar en buen estado la infraestructura aeroportuaria, con el fin de responder a la dinámica de la demanda y contar con una red de clase mundial; Facilitar la interconexión de la infraestructura aeroportuaria con los otros modos de transporte, para conformar un sistema integral de transporte; Fortalecer la supervisión a los concesionarios aeroportuarios, privados o públicos, para garantizar rigurosos estándares de desempeño en la infraestructura aeroportuaria y en sus servicios y fortalecer, mejorar, hacer crecer y cumplir todos los puntos anteriores.

## Historia
La aeronáutica civil en México data desde 1919, cuando la Secretaría de Comunicaciones y Obras Públicas (SCOP) recibió una solicitud de Elías Manges López sobre servicio aéreo para transportar periódico entre la capital del país y las ciudades de Puebla, Pachuca y Toluca. Este hecho significó la primera exigencia de reglamentación en la transportación aérea civil, ya que hasta el momento sólo era de carácter militar.
En el marco de la Convención para la Reglamentación de la Navegación aérea Internacional, celebrada en París el 13 de octubre de 1919.
El 20 de septiembre de 1920 se realizaron las primeras propuestas de rutas de transportación aérea. El Ing. Juan Guillermo Villasana estableció las primeras bases jurídicas, económicas y técnicas de la aviación civil mexicana. Asimismo, para el 8 de octubre del mismo año, se publicaron las “Bases para el establecimiento de las líneas aéreas de navegación de servicio público”.
El 12 de julio de 1921, se le otorgó permiso de transportación de pasaje a la Compañía Mexicana de Transportación Aérea, que operaba con aviones de muy poca capacidad (uno o dos pasajeros). El 15 de septiembre, el presidente Gral. Álvaro Obregón anunció el otorgamiento de “concesiones de navegación aérea para los servicios de transporte aéreo”.
El 24 de agosto de 1924, George L. Rhil, en Tampico, formó la Compañía Mexicana de Aviación, S.A., asociándose la Compañía Mexicana de Transportación Aérea. Dicha asociación formaría la línea aérea conocida en nuestro tiempo como Mexicana de Aviación, que llegó a ser “la cuarta aerolínea más antigua del mundo en servicio”.
Para el 1 de julio de 1928 la Sección de Aviación Comercial se convirtió en el Departamento de Aeronáutica Civil, por acuerdo de Ramón Moss, secretario de Comunicaciones y Obras Públicas. En septiembre del mismo año se iniciaron las obras del Puerto Aéreo Central de la Ciudad de México, mismo que entró en operaciones en febrero de 1929 pese a obras inconclusas.
1929 fue un año intenso en la materia, ya que surgieron nuevos concesionarios, creció el número de rutas, se internacionalizaron aeropuertos, se firmó un tratado internacional de aeronáutica civil. La dimensión de crecimiento fue tal que para el 12 de octubre de 1929, El Universal publicaba que “México ocupa el segundo lugar en Aviación en América (…) y el quinto a nivel mundial”.
El Departamento de Aeronáutica Civil se convirtió en Departamento de Comunicaciones Aéreas el 1 de febrero de 1930. Para el 30 de junio, siendo Pascual Ortiz Rubio presidente, se publicó la Ley sobre Aeronáutica Civil.
La Ley de Secretarías y Departamentos del Estado (1 de enero de 1936) otorgó a la Secretaría de Comunicaciones y Obras Públicas las facultades exclusivas para la concesión, registro, inspección y vigilancia de aeropuertos. Para 1939, el Departamento de Comunicaciones Aéreas retomó el nombre original de Departamento de Aeronáutica Civil, conservándolo hasta convertirse en Dirección.
El 1 de diciembre de 1943 se inauguró el primer centro docente para formar pilotos civiles: la Escuela de Aviación Cinco de Mayo. Asimismo, para el 22 de noviembre de 1950 se crearon los primeros Reglamento de Aeronaves Civiles, Reglamento de Telecomunicaciones Aeronáuticas y Radioayudas, Reglamento para la Búsqueda y Salvamento e Investigación.
En diciembre de 1952 se firmó un acuerdo entre el Gobierno Mexicano y la Organización de Aeronáutica Civil Internacional (OACI) denominado Convenio Internacional de Varsovia para crear, en nuestro país, el Centro Internacional de Adiestramiento de Aviación Civil.
El 23 de septiembre de 1952, por decreto de Miguel Alemán Valdés, se transformó el Departamento de Aeronáutica Civil en Dirección de Aviación Civil, lo que demuestra que el sector cobraba mayor relevancia. Para el 1 de enero de 1956, ésta se convirtió en Dirección General de Aeronáutica Civil (DGAC), debido a la creación simultánea de la Secretaría de Comunicaciones y Transportes. A finales de 1968, la DGAC otorgó los primeros permisos para el servicio de Taxi Aéreo. Para 1969 dio lugar un Seminario para unir esfuerzos en el desarrollo de la aviación civil mexicana.
Durante el gobierno de Ernesto Zedillo se inició el reestructuramiento de las actividades de la aeronáutica civil, metódica y constructivamente para detener el debilitamiento de empresas, consolidar logros y establecer bases sólidas para el desarrollo mediante: dotar de un marco jurídico completo; fortalecer la representación internacional; regular, supervisar e inspeccionar con mayor efectividad; generar condiciones para la competencia en el mercado.
En julio de 2010, la Federal Aviation Administration (FAA) degrada a México, a Categoría 2 por medio del Programa de Evaluación de la Seguridad Aeronáutica Internacional a cargo de la International Aviation Safety Assesstment (IASA), sin embargo, en diciembre del mismo año se logra la recuperación de la Categoría 1 de la FAA.
El 16 de octubre de 2019, el presidente Andrés Manuel López Obrador publica en el Diario Oficial de la Federación el Decreto de Creación de la Agencia Federal de Aviación Civil el cual entra en vigor el 17 de octubre de 2019.
En octubre de 2020 la Federal Aviation Administration (FAA) inició nuevamente  una auditoria de las operaciones aéreas entre México y Estados Unidos. Los resultados a esta auditoria fueron publicados en mayo de 2021, con la cual   se degrada a México nuevamente a categoría 2.

## Cronología de nomenclaturas de la autoridad
| Oficina de Navegación Aérea            | 1920 a 1923 20Sep 31Ene | 3 años  |
| Departamento de Aviación Militar       | 1923                    | 3 meses |
| Sección de Aviación Comercial          | 1923 a 1928             | 5 años  |
| Departamento de Aeronáutica Civil      | 1928 a 1930 1 de julio  | 24 años |
| Departamento de Comunicaciones Aéreas  | 1930 a 1939             | 24 años |
| Departamento de Aeronáutica Civil      | 1939 a 1952             | 24 años |
| Dirección de Aeronáutica Civil         | 1952 a 1956             | 4 años  |
| Dirección General de Aeronáutica Civil | 1956 a 2019             | 63 años |
| Agencia Federal de Aviación Civil      | 2019 17 de octubre      |         |

## Titulares de la Autoridad Aeronáutica en México
| ORDEN | TITULAR                                      | PERIODO                     |
| 1     | Cap. e Ing. Juan Guillermo Villasana López   | 1920 a 1928                 |
| 2     | Cap. e Ing. Juan Guillermo Villasana López   | 1928 a 1930                 |
| 3     | Gral. Roberto Fierro Villalobos              | 1930 a 1931                 |
| 4     | Myr. Luis Farell Cubillas                    | 1931                        |
| 5     | Gral. Juan F. Azcárate Pino                  | 1932                        |
| 6     | Tte. Col. Fernando Proal Pardo               | 1933                        |
| 7     | Myr. Jesús Romo González                     | 1934                        |
| 8     | Myr. Adolfo Piña Durán                       | 1935                        |
| 9     | Myr. Adán Gálvez Pérez                       | 1936 a 1937                 |
| 10    | Gral. Gustavo Salinas Camiña                 | 1937 a 1939                 |
| 11    | Cap. e Ing. Juan Guillermo Villasana López   | 1939 a 1940                 |
| 12    | Tte. Col. Feliciano Flores Díaz              | 1940 a 1941                 |
| 13    | Tte. Col. Eliseo Martín del Campo            | 1941                        |
| 14    | Gral. Alberto Salinas Carranza               | 1941 a 1944                 |
| 15    | Cap. e Ing. Juan Guillermo Villasana López   | 1944                        |
| 16    | Gral. Alfredo Lezama Álvarez                 | 1944 a 1946                 |
| 17    | Tte. Col. Javier González Gómez              | 1946 a 1950                 |
| 18    | Lic. Ángel Martín Pérez                      | 1950 a 1952                 |
| 19    | Gral. Alberto Salinas Carranza               | 1952 a 1959                 |
| 20    | Ing. Alberto Acuña Ongay                     | 1959 a 1964                 |
| 21    | Ing. Fernando Ongay Méndez                   | 1964                        |
| 22    | Ing. Ramón Pérez Morquecho                   | 1964 a 1968                 |
| 23    | Ing. Guillermo Prieto Argüelles              | 1968 a 1970                 |
| 24    | Ing. José Rodríguez Torres                   | 1970 a 1976                 |
| 25    | Ing. Jorge Cendejas Quesada                  | 1977 a 1980                 |
| 26    | Ing. Roberto Zapata Leal                     | 1980 a 1982                 |
| 27    | Ing. Carlos Alfonso Morán Moguel             | 1983 a 1985                 |
| 28    | Ing. Enrique Méndez Fernández                | 1985 a 1988                 |
| 29    | Cap. P.A. Enrique Zapata Buttner             | 1988 a 1992                 |
| 30    | Lic. Federico Canovas Theriot                | 1992 a 1995                 |
| 31    | Ing. Juan Antonio Bargés Méstres             | 1995 a 2000                 |
| 32    | Lic. Fernando Antillón Valenzuela            | 2000 a 2003                 |
| 33    | Mtro. y P.A. Gilberto López Meyer            | 2003 a 2008                 |
| 34    | Cap. P.A. Mauro Rafael Gómez Peralta Damirón | 2008 a 2009                 |
| 35    | Lic. Héctor González Weeks                   | 2009 a 2012                 |
| 36    | Lic. Sergio Romero Orosco                    | 2012                        |
| 37    | T.S.U. Alexandro Argudín Le Roy              | 2012 a 2014                 |
| 38    | Mtro. y P.A. Gilberto López Meyer            | 2014 a 2015                 |
| 39    | T.S.U. y C.T.A. Miguel Peláez Lira           | 2016 a 2018                 |
| 40    | Ing. Luis Gerardo Fonseca Guzmán             | 2018                        |
| 41    | Ing. Rodrigo Vázquez Colmenares Guzmán       | 2018 a 2020                 |
| 42    | Gral. Carlos Antonio Rodriguez Munguia       | Febrero 2021 - Octubre 2022 |
| 43    | Gral. Miguel Enrique Vallín Osuna            | Octubre 2022 - actual       |

## Investigaciones
- Accidente aéreo del XC-VMC de la Secretaría de Gobernación